# Montrose, Georgia
Montrose är en ort i Laurens County i delstaten Georgia, USA.